# São José do Divino (Minas Gerais)
São José do Divino est une municipalité brésilienne de l'État du Minas Gerais et la microrégion de Governador Valadares.